# 23ste uitreiking van de Premios Goya
De 23ste uitreiking van de Premios Goya vond plaats in Madrid op 1 februari 2009. De ceremonie werd uitgezonden op TVE en werd gepresenteerd door Carmen Machi en Muchachada Nui.

## Winnaars en genomineerden
| Beste film | Beste regisseur |
| --- | --- |
| - Camino - Los girasoles ciegos - Sólo quiero caminar - The Oxford Murders | - Javier Fesser — Camino - José Luis Cuerda — Los girasoles ciegos - Álex de la Iglesia — The Oxford Murders - Agustín Díaz Yanes — Sólo quiero caminar |
| Beste acteur | Beste actrice |
| - Benicio del Toro — Che - The Argentine - Raúl Arévalo — Los girasoles ciegos - Javier Cámara — Fuera de carta - Diego Luna — Sólo quiero caminar | - Carme Elías — Camino - Maribel Verdú — Los girasoles ciegos - Verónica Echegui — El patio de mi cárcel - Ariadna Gil — Sólo quiero caminar |
| Beste mannelijke bijrol | Beste vrouwelijke bijrol |
| - Jordi Dauder — Camino - José Ángel Egido — Los girasoles ciegos - Fernando Tejero — Fuera de carta - José María Yazpik — Sólo quiero caminar | - Penélope Cruz — Vicky Cristina Barcelona - Elvira Mínguez — Cobardes - Rosana Pastor — La conjura de El Escorial - Tina Sáinz — Sangre de mayo |
| Beste debuterend acteur | Beste debuterend actrice |
| - El Langui — El Truco del Manco - Luis Bermejo — Una palabra tuya - Álvaro Cervantes — El juego del ahorcado - Martiño Rivas — Los girasoles ciegos | - Nerea Camacho — Camino - Farah Hamed — Retorno a Hansala - Esperanza Pedreño — Una palabra tuya - Ana Wagener — El patio de mi cárcel |
| Beste origineel scenario | Beste bewerkt scenario |
| - Camino — Javier Fesser - Cenizas del cielo — Ignacio del Moral, Dionisio Pérez, José Antonio Quirós - Sólo quiero caminar — Agustín Díaz Yanes - Retorno a Hansala — Chus Gutiérrez, Juan Carlos Rubio                                                                               | - Los girasoles ciegos — Rafael Azcona, Jose Luis Cuerda - Che - The Argentine — Peter Buchman - The Oxford Murders — Jorge Guerricaechevarría, Álex de la Iglesia - Una palabra tuya — Ángeles González Sinde |
| Beste Hispano-Amerikaanse film | Beste Europese film |
| - La Buena Vida — Chili - Acné — Uruguay - Perro come perro — Colombia - Lake Tahoe — Mexico | - 4 maanden, 3 weken & 2 dagen — Cristian Mungiu - The Boy in the Striped Pyjamas — Mark Herman - The Dark Knight — Christopher Nolan - Auf der anderen Seite — Fatih Akin |
| Beste debuterend regisseur | Beste animatiefilm |
| - Santiago Zannou — El Truco del Manco - Irene Cardona — Un novio para Yasmina - Belén Macías — El patio de mi cárcel - Nacho Vigalondo — Los cronocrímenes | - El lince perdido - Donkey Xote - Espíritu del bosque - RH+, El Vampiro de Sevilla |
| Beste camerawerk | Beste montage |
| - Sólo quiero caminar — Paco Femenia - Los girasoles ciegos — Hans Burman - La conjura de El Escorial — Carlos Suárez - Sangre de mayo — Félix Monti | - The Oxford Murders — Alejandro Lázaro - Los girasoles ciegos — Nacho Ruiz Capillas - Sólo quiero caminar — José Salcedo - Mortadelo y Filemón. Misión: Salvar la Tierra — Iván Aledo |
| Beste artdirector | Beste productiemanager |
| - Che - The Argentine — Antxon Gomez - Los girasoles ciegos — Balter Gallart - Sangre de Mayo — Gil Parrondo - La conjura de El Escorial — Luis Vallés | - The Oxford Murders — Rosa Romero - Che - The Argentine — Cristina Zumárraga - Los girasoles ciegos — Emiliano Otegui - Sólo quiero caminar — Rafael Cuervo, María Pedraza |
| Beste geluid | Beste speciale effecten |
| - Tres días — Jorge Mira, Jorge Marín, Maite Rivera, Daniel de Zayas - Los girasoles ciegos — Ricardo Steinberg, María Steinberg, Alfonso Raposo - Sangre de mayo — Miguel Rejas, José Antonio Bermúdez - Sólo quiero caminar — Pierre Gamet, Christophe Vingtrinier, Patrice Grisolet | - Mortadelo y Filemón. Misión: Salvar la Tierra — Raúl Romanillos, Pau Costa, José Quetglas, Eduardo Díaz, Álex Grau, Chema Remacha - Camino — Raúl Romanillos, Arturo Balseiro, Ferrán Piquer - Sangre de Mayo — Juan Ramón Molina, Alberto Nombela - Sólo quiero caminar — Alejandro Vázquez, Reyes Abades, Rafa Solórzano |
| Beste kostuums | Beste grime en haarstijl |
| - El Greco — Lala Huete - Los girasoles ciegos — Sonia Grande - La conjura de El Escorial — Javier Artiñano - Sangre de mayo — Lourdes de Orduña | - Mortadelo y Filemón. Misión: Salvar la Tierra — José Quetglas, Blanca Sánchez, Mar Paradela - La conjura de El Escorial — José Quetglas, Nieves Sánchez - Los girasoles ciegos — Silvie Ymbert, Fermín Galán - Sangre de Mayo — Romana González, Alicia López, Josefa Morales                                              |
| Beste filmmuziek | Beste origineel nummer |
| - The Oxford Murders — Roque Baños - Los girasoles ciegos — Lucio Godoy - Che - The Argentine — Alberto Iglesias - El juego del ahorcado — Bingen Mendizábal | - El Truco del Manco — Woulfrank Zannou, El Langui ("A Tientas") - El patio de mi cárcel — Juan Pablo Compaired ("Podemos Volar juntos") - Retorno a Hansala — Tao Gutiérrez ("Manousal") - Una palabra tuya — Javier Laguna, José Ángel Tabeada, Antonio Manuel Mellado ("Entre Tu Balcón y Mi Ventana")                    |
| Beste korte film | Beste korte animatiefilm |
| - Miente — Isabel de Ocampo - El Encargado — Sergio Barrejón - Final — Hugo Martín Cuervo - Machu-Pichu — Hatem Khraiche - Porque Hay Cosas Que Nunca Se Olvidan — Lucas Figueroa | - La Increíble Historia del Hombre Sin Sombra — José Esteban Alenda - El Ataque de Los Kriters Asesinos — Samuel Orti - Espagueti Western — Sami Natsheh - Malacara y El Misterio del Bastón de Roble — Luis Tinoco - Rascal's Street — Marcos Valin, María Monescillo, David Priego                                         |
| Beste documentaire | Beste korte documentaire |
| - Bucarest, La Memoria Perdida - El Pollo, El Pez y El Cangrejo Real - El Último Truco - Old Man Bebo | - Héroes. No Hacen Falta Alas Para Volar — Ángel Loza - Harraga — Patricia Fernández, Mario de la Torre - La Clase — Beatriz Sanchís - Soy Meera Malik — Marcos Borregón |
| Ere-Goya | |
| Jesús Franco | |

## Prijzen per film
| Film                                         | Nominaties | Prijzen |
| -------------------------------------------- | ---------- | ------- |
| Los girasoles ciegos                         | 15         | 1       |
| Sólo quiero caminar                          | 11         | 1       |
| Camino                                       | 7          | 6       |
| Sangre de mayo                               | 7          | 0       |
| The Oxford Murders                           | 6          | 3       |
| Che - The Argentine                          | 5          | 2       |
| La conjura de El Escorial                    | 5          | 0       |
| Una palabra tuya                             | 4          | 0       |
| El patio de mi cárcel                        | 4          | 0       |
| El truco del manco                           | 3          | 3       |
| Mortadelo y Filemón: Misión salvar la Tierra | 3          | 2       |
| Retorno a Hansala                            | 3          | 0       |
| Fuera de carta                               | 2          | 0       |
| El juego del ahorcado                        | 2          | 0       |